# Gabriel Lazarte
Gabriel Lazarte (Buenos Aires, 7 novembre 1997) è un calciatore argentino, centrocampista del Guillermo Brown.

## Caratteristiche tecniche
È un esterno sinistro.

## Carriera
Cresciuto nelle giovanili del Chacarita Juniors, ha esordito il 21 febbraio 2016 in occasione del match perso 3-0 contro il Guillermo Brown.

## Statistiche

### Presenze e reti nei club
Statistiche aggiornate al 31 dicembre 2024.
| Stagione                 | Squadra                  | Campionato               | Campionato | Campionato | Coppe nazionali | Coppe nazionali | Coppe nazionali | Coppe continentali | Coppe continentali | Coppe continentali | Altre coppe | Altre coppe | Altre coppe | Totale | Totale | Totale |
| Stagione                 | Squadra                  | Comp                     | Pres       | Reti       | Comp            | Pres            | Reti            | Comp               | Pres               | Reti               | Comp        | Pres        | Reti        | Pres   | Reti0  |        |
| ------------------------ | ------------------------ | ------------------------ | ---------- | ---------- | --------------- | --------------- | --------------- | ------------------ | ------------------ | ------------------ | ----------- | ----------- | ----------- | ------ | ------ | ------ |
| 2016                     | Chacarita Juniors        | PBN                      | 2          | 0          | CA              | 0               | 0               |                    | -                  | -                  |             | -           | -           | 2      | 0      |        |
| 2016-2017                | Chacarita Juniors        | PBN                      | 28         | 0          | CA              | 0               | 0               |                    | -                  | -                  |             | -           | -           | 28     | 0      |        |
| 2017-2018                | Chacarita Juniors        | PD                       | 17         | 0          | CA              | 0               | 0               |                    | -                  | -                  |             | -           | -           | 17     | 0      |        |
| 2018-2019                | Chacarita Juniors        | PBN                      | 11         | 0          |                 | -               | -               |                    | -                  | -                  |             | -           | -           | 11     | 0      |        |
| 2019-2020                | Chacarita Juniors        | PBN                      | 10         | 0          |                 | -               | -               |                    | -                  | -                  |             | -           | -           | 10     | 0      |        |
| 2020                     | Agropecuario             | PBN                      | 7          | 0          |                 | -               | -               |                    | -                  | -                  |             | -           | -           | 7      | 0      |        |
| 2021                     | Agropecuario             | PBN                      | 23         | 1          |                 | -               | -               |                    | -                  | -                  |             | -           | -           | 23     | 1      |        |
| Totale Agropecuario      | Totale Agropecuario      | Totale Agropecuario      | 30         | 1          |                 | -               | -               |                    | -                  | -                  |             | -           | -           | 30     | 1      |        |
| 2022                     | Güemes (SdE)             | PBN                      | 20         | 0          | CA              | 1               | 0               |                    | -                  | -                  |             | -           | -           | 21     | 0      |        |
| 2024                     | Chacarita Juniors        | PBN                      | 9          | 1          | CA              | 0               | 0               |                    | -                  | -                  |             | -           | -           | 9      | 1      |        |
| Totale Chacarita Juniors | Totale Chacarita Juniors | Totale Chacarita Juniors | 77         | 1          |                 | 0               | 0               |                    | -                  | -                  |             | -           | -           | 77     | 1      |        |
| Totale carriera          | Totale carriera          | Totale carriera          | 127        | 2          |                 | 1               | 0               |                    | -                  | -                  |             | -           | -           | 128    | 2      |        |